# Carlos Colman
Carlos Colman (Campo Grande, 6 de abril de 1956) é um violonista, cantor e compositor brasileiro. Começou a tocar na década de 1970, no estado de Mato Grosso do Sul. É o autor da canção Castelânea, uma das mais conhecidas do estado.
Filho de músico,CARLOS COLMAN iniciou sua carreira músical no Grupo Therra. Já participou da gravação de vários projetos musicais, como Prata da casa, Caramujo som, Mato Grosso do som, Festival do chamamé e Festival do Mercosul,Festival da America do sul(duas edições),PROGRAMAS SOM BRASIL E EMPÓRIO BRASILEIRO. Explora em suas canções vários estilos... da música de raiz a música FOLK

## Discografia
- Prata da casa (1982)
- Toque na terra (1997)
- Trem caipira (2001)
- Carlos Colman - Cantar pra Mim (2002)
- Sertanejo de coração (2005)
- Parceria (2018)